# Thomas Pfeffer (Sportschütze)
Thomas Pfeffer (* 15. September 1957 in Sachsenbrunn) ist ein ehemaliger deutscher Sportschütze. Er gewann 1980 im Schießen auf die Laufende Scheibe die olympische Silbermedaille.
Pfeffer begann 1973 mit dem Schießsport und startete ab 1974 für den Klub für Sportschießen der GST in Suhl. 1975 gewann er bei der Spartakiade. Bei den Olympischen Spielen 1976 in Montreal erzielte Pfeffer 571 Ringe und hatte damit die gleiche Trefferzahl wie der Pole Jerzy Greszkiewicz; Pfeffer verpasste die Bronzemedaille lediglich wegen des schlechteren Trefferbilds in der letzten Runde.
1977 gewann Pfeffer neben der DDR-Meisterschaft auch die Europameisterschaft in Bukarest. Bei der Europameisterschaft 1978, die auf seinem Heim-Schießstand in Suhl ausgetragen wurde, verteidigte Pfeffer den Titel; 1979 gewann er die Bronzemedaille bei der Europameisterschaft. 1980 in Moskau erzielten Pfeffer und Igor Sokolow aus der Sowjetunion mit 589 Ringen einen neuen Weltrekord, Sokolow erhielt die olympische Goldmedaille wegen des besseren Ergebnisses im letzten Durchgang. 1981 siegte Sokolow bei der Europameisterschaft vor Pfeffer, bei der Weltmeisterschaft 1981 in Buenos Aires gewann Pfeffer, während Sokolow nur Vierter wurde. Bei seiner dritten Olympiateilnahme 1988 in Seoul verpasste Pfeffer knapp den Einzug in die Runde der letzten vier Schützen.
Thomas Pfeffer ist gelernter Jagdwaffenmechaniker. Er ist Vorstand der Schützengilde Haselgrund in Suhl-Wichtshausen.

## Auszeichnungen
- 1976: Ernst-Schneller-Medaille in Silber[2]
- 1976: Verdienter Meister des Sports[2]
- 1980: Vaterländischer Verdienstorden der DDR in Bronze[3]
- 1984: Vaterländischer Verdienstorden der DDR in Silber[2]
- 1989: Olympische Ehrennadel des IOC[2]